# Alfred Teinitzer
Alfred Teinitzer est un footballeur autrichien né le 29 juillet 1929 et mort le 20 avril 2021. Il évoluait au poste de milieu.

## Biographie
Il joue dans deux clubs durant sa carrière, le Rapid Vienne et le LASK Linz.
Il ne joue jamais en équipe d'Autriche, mais fait toutefois partie du groupe autrichien qui termine troisième de la Coupe du monde 1954.

## Carrière
- 1949-1952 :  Rapid Vienne
- 1952-? :  LASK Linz[2]

## Palmarès

### En sélection
- Troisième de la Coupe du monde en 1954

### En club
- Champion d'Autriche en 1951 et 1952 avec le Rapid Vienne
- Vainqueur de la Coupe Mitropa en 1951 avec le Rapid Vienne